# Mistrovství světa v ledním hokeji 1957
24. mistrovství světa  a 35. mistrovství Evropy v ledním hokeji probíhalo ve dnech 24. února – 5. března 1957 v Sovětském svazu.
Na turnaj se přihlásilo 8 mužstev. Hrálo se jednokolově systémem každý s každým. Kanada a USA odmítly účast na protest proti potlačení maďarského povstání sovětskými vojsky v roce 1956.

## Výsledky a tabulky
| 24. | Mistrovství světa | SWE  | URS  | TCH  | FIN  | GDR  | POL  | AUT  | JPN  | V | R | P | Skóre | B  |
| 1.  | Švédsko           | ***  | 4:4  | 2:0  | 9:3  | 11:1 | 8:3  | 10:0 | 18:0 | 6 | 1 | 0 | 62:11 | 13 |
| 2.  | SSSR              | 4:4  | ***  | 2:2  | 11:1 | 12:0 | 10:1 | 22:1 | 16:0 | 5 | 2 | 0 | 77:9  | 12 |
| 3.  | ČSR               | 0:2  | 2:2  | ***  | 3:0  | 15:1 | 12:3 | 9:0  | 25:1 | 5 | 1 | 1 | 66:9  | 11 |
| 4.  | Finsko            | 3:9  | 1:11 | 0:3  | ***  | 5:3  | 5:3  | 9:2  | 5:2  | 4 | 0 | 3 | 28:33 | 8  |
| 5.  | NDR               | 1:11 | 0:12 | 1:15 | 3:5  | ***  | 6:2  | 3:1  | 9:2  | 3 | 0 | 4 | 23:48 | 6  |
| 6.  | Polsko            | 3:8  | 1:10 | 3:12 | 3:5  | 2:6  | ***  | 5:1  | 8:3  | 2 | 0 | 5 | 25:45 | 4  |
| 7.  | Rakousko          | 0:10 | 1:22 | 0:9  | 2:9  | 1:3  | 1:5  | ***  | 3:3  | 0 | 1 | 6 | 8:61  | 1  |
| 8.  | Japonsko          | 0:18 | 0:16 | 1:25 | 2:5  | 2:9  | 3:9  | 3:3  | ***  | 0 | 1 | 6 | 11:84 | 1  |

| 35. | Mistrovství Evropy |
| 1.  | Švédsko            |
| 2.  | SSSR               |
| 3.  | ČSR                |
| 4.  | Finsko             |
| 5.  | NDR                |
| 6.  | Polsko             |
| 7.  | Rakousko           |

- Titul mistra Evropy do 1970 získalo evr. mužstvo, které se umístilo nejlépe v konečné tabulce MS.

 Švédsko –  NDR 	11:1 (5:0, 5:0, 1:1)
24. února 1957 (13:30) – Moskva (Dvorec sporta Lužniki)

Branky Švédska: 3x Nisse Nilsson, 2x Sven Tumba Johansson, Lars Björn, Vilgot Larsson, Eilert Määttä, Erling Lindström, Lars-Eric Lundvall, Valter Åhlén.

Branky NDR: Joachim Rudert.

Rozhodčí: Andrej Starovojtov (URS), Nikolaj Kanunnikov (URS)

Vyloučení: 1:2
Švédsko: Flodqvist – Stoltz, Björn, Svedberg, Larsson – Määttä, Tumba Johansson, Lindström – Pettersson, Nilsson, Lundvall – Åhlén, Eriksson, Öberg.
NDR: Katzur – Heinecke, Zoller, Kuczera, Senftleben – Buder, Nickel, Novy – Blümel, Rudert, Stürmer – Künstler, Jablonski, Frenzel.
 SSSR –  Japonsko 	16:0 (4:0, 6:0, 6:0)
24. února 1957 (17:00) – Moskva (Dvorec sporta Lužniki)

Branky SSSR: 4x Veniamin Alexandrov, 2x Alexandr Čerepanov, 2x Konstantin Loktěv, 2x Vsevolod Bobrov, 2x Jurij Panťuchov, Nikolaj Chlystov, Jevgenij Babič, Vladimir Grebennikov, Nikolaj Sologubov.

Rozhodčí: Jan Wycisk (POL), Josef Güldner (AUT)

Vyloučení: 0:1
SSSR: Pučkov – Sologubov, Tregubov, Žiburtovič, Sidorenkov – Babič, Grebennikov, Bobrov – Panťuchov, Guryšev, Chlystov – Loktěv, Alexandrov, Čerepanov.
Japonsko: Jasumoto – Mijazaki, Kikuči, Kanedo, Tanabe – Honma, Watanabe, Tor. Sakurai – Sato, Sugawara, Emory – Mondsee, Fudžimori.
 Finsko –  Polsko 	5:3 (0:2, 3:1, 2:0)
24. února 1957 (19:00) – Moskva (Stadion Dinamo)

Branky Finska: 3x Voitto Soini, 2x Yrjö Hakala.

Branky Polska: Rudolf Czech, Szymon Janiczko, Józef Kurek.

Rozhodčí: Gösta Ahlin (SWE), Olle Vilkert (SWE)

Vyloučení: 1:1
Finsko: Viitala – Salonen, Nurmi, Lampainen, Koiso – Hakala, Hytönen, Luostarinen – Salmi, Kilpiö, Rastio – Sundelin, Nieminen, Soini.
Polsko: Waclaw – Zawadzki, Chodakowski, Csorich, Rozanski – Janiczko, Nowak, Bryniarski – Gosztyla, Czech, Kurek – Pawelczyk, Wilczek, Jonczyk.
 Československo –  Rakousko 	9:0 (4:0, 2:0, 3:0)
24. února 1957 (21:00) – Moskva (Stadion Dinamo)

Branky Československa: 4. Slavomír Bartoň, 5. Ladislav Grabovský, 12. Miloslav Šašek (Miloslav Vinš), 16. Slavomír Bartoň, 28. Jan Kasper, 35. Vilém Václav (Miloslav Vinš), 7:0 42. Karel Gut, 8:0 42. František Vaněk, 46. Vilém Václav (Miloslav Šašek).

Rozhodčí: Toni Neumayer (GER), Heinz Schuster (GDR)

Vyloučení: 1:3 (0:0)
ČSR: Karel Straka – Karel Gut, František Tikal, Jan Kasper, Stanislav Sventek – Slavomír Bartoň, František Vaněk, Miroslav Vlach – Jiří Pokorný, Václav Pantůček, Ladislav Grabovský – Miloslav Šašek, Miloslav Vinš, Vilém Václav.
Rakousko: Wolfgang Gerl – Adolf Bachura, Hermann Knoll, Franz Potucek, Rudolf Wurmbrand – Rudolf Monitzer, Konrad Staudinger, Wolfgang Jöchl – Hans Zollner, Othmar Steiner, Walter Znenahlik – Kurt Kurz, Hans Wagner, Gerhard Springer.
 Československo –  NDR 	15:1 (6:1, 5:0, 4:0)
25. února 1957 (17:00) – Moskva (Dvorec sporta Lužniki)

Branky a nahrávky Československa: 3. Miloslav Vinš (Miloslav Šašek), 4. Miloslav Vinš (Miloslav Šašek), 12. Slavomír Bartoň, 14. Václav Pantůček, 15. Jiří Pokorný, 18. Miloslav Vinš (Vilém Václav), 21. Miroslav Vlach, 27. František Vaněk, 31. Karel Gut, 35. Slavomír Bartoň, 38. Vilém Václav (Stanislav Sventek), 45. Slavomír Bartoň, 49. Jiří Pokorný, 52. Jiří Pokorný (František Tikal), 54. Miroslav Vlach.

Branky NDR: 12. Joachim Rudert.

Rozhodčí: Gösta Ahlin (SWE), Ken Hayashi (JPN)

Vyloučení: 0:1 (0:0)
ČSR: Jiří Kulíček – Karel Gut, František Tikal, Stanislav Bacílek, Stanislav Sventek – Slavomír Bartoň, František Vaněk, Miroslav Vlach – Jiří Pokorný, Václav Pantůček, Ladislav Grabovský – Miloslav Šašek, Miloslav Vinš, Vilém Václav.
NDR: Günther Katzur (15. Hans Mack) – Heinz Kuczera, Lothar Zoller, Werner Heinicke, Helmut Senftleben – Wolfgang Nickel, Erich Novy, Werner Künstler – Kurt Jablonski, Hans Frenzel, Wolfgang Blümel – Joachim Rudert, Kurt Stürmer.
 SSSR –  Finsko 	11:1 (4:0, 4:0, 3:1)
25. února 1957 (19:00) – Moskva (Dvorec sporta Lužniki)

Branky SSSR: 4x Vsevolod Bobrov, 3x Alexej Guryšev, 2x Konstantin Loktěv, Venjamin Alexandrov, Alexander Čerepanov.

Branky Finska: Risto Aaltonen.

Rozhodčí: Quido Adamec (TCH), Mikuláš Medzihradský (TCH)

Vyloučení: 2:1
SSSR: Pučkov – Sologubov, Tregubov, Žiburtovič, Sidorenkov – Babič, Uvarov, Bobrov – Panťuchov, Guryšev, Chlystov – Loktěv, Alexandrov, Čerepanov.
Finsko: Niemi – Salonen, Lampainen, Koiso, Sundelin – Soini, Nieminen, Rastio – Kilpiö, Salmi, Aaltonen - Hakala, Luostarinen.
 Švédsko –  Polsko 	8:3 (1:1, 3:0, 4:2)
25. února 1957 (21:00) – Moskva (Stadion Dinamo)

Branky Švédska: 3x Erling Lindström, 2x Lars Björn, Sven Tumba Johansson, Nisse Nilsson, Lars-Eric Lundvall.

Branky Polska: Bronislaw Gosztyla, Zdzislaw Nowak, Werner Kadow.

Rozhodčí: Toni Neumayer (GER), Heinz Schuster (GDR)

Vyloučení: 1:3
Švédsko: Casslind – Stoltz, Björn, Svedberg, Larsson – Määttä, Tumba Johansson, Lindström – Nilsson, Lundvall, Öberg – Pettersson, Bröms, Eriksson.
Polsko: Pabisz – Zawadzki, Chodakowski, Csorich, Chmura – Gosztyla, Czech, Kurek – Janiczko, Nowak, Kadow - Pawelczyk, Wilczek, Jonczyk.
 Rakousko –  Japonsko 	3:3 (2:0, 0:3, 1:0)
26. února 1957 (19:30) – Moskva (Dvorec sporta Lužniki)

Branky Rakouska: Rudolf Monitzer, Walter Znenahlik, vlastní

Branky Japonska: 2x Mičio Sugawara, Kazuo Watanabe.

Rozhodčí: Ivan Jachonin (URS), Michail Gorbunov (URS)

Vyloučení: 2:2
Japonsko: Jasumoto – Mijazaki, Kikuči, Kanedo, Tanabe - Honma, Watanabe, Sakurai – Sato, Sugawara, Emory – Mondsee, Fudžimori, Jamada
Rakousko: Nusser – Bachura, Knoll, Potucek, Wurmbrand – Steiner, Wagner, Znenahlik – Monitzer, Staudinger, Jöchl – Kurz, Föderl, Tischer.
 Finsko –  NDR 	5:3 (3:1, 1:1, 1:1)
27. února 1957 (17:00) – Moskva (Centraľnyj stadion imeni V. I. Lenina)

Branky Finska: 3x Yrjö Hakala, Teppo Rastio, Jorma Salmi.

Branky NDR: Kurt Stürmer, Manfred Buder, Helmut Senftleben.

Rozhodčí: Ivan Jachonin (URS), Michail Gorbunov (URS)

Vyloučení: 3:2
 Československo –  Švédsko 	0:2 (0:0, 0:1, 0:1)
27. února 1957 (19:00) – Moskva (Centraľnyj stadion imeni V. I. Lenina)

Branky Švédska: 30. Sven Tumba Johansson, 60. Ronald Pettersson.

Rozhodčí: Toni Neumayer (GER), Jan Wycisk (POL)

Vyloučení: 1:3 (0:0)
ČSR: Karel Straka – Karel Gut, František Tikal, Jan Kasper, Stanislav Sventek – Slavomír Bartoň, František Vaněk, Miroslav Vlach – Jiří Pokorný, Václav Pantůček, Stanislav Bacílek – Miloslav Šašek, Miloslav Vinš, Vilém Václav.
Švédsko: Thord Flodqvist – Roland Stoltz, Lars Björn, Hans Svedberg, Vilgot Larsson – Ronald Pettersson, Nisse Nilsson, Lars-Eric Lundvall – Eilert Määttä, Sven Tumba Johansson, Erling Lindström – Hans Eriksson, Sigurd Bröms, Hans Öberg.
 Polsko –  Japonsko 	8:3 (3:0, 2:1, 3:2)
27. února 1957 (19:30) – Moskva (Stadion Dinamo)

Branky Polska: 3x Zdzislaw Nowak, 2x Józef Kurek, Rudolf Czech, Kazimierz Chodakowski, Stefan Csorich.

Branky Japonska: Tošiniko Jamada, Isao Ono, Takeši Kikuči.

Rozhodčí: Quido Adamec (TCH), Mikuláš Medzihradský (TCH)

Vyloučení: 1:1
Polsko: Waclaw – Zawadzki, Chodakowski, Csorich, Chmura – Gosztyla, Czech, Kurek – Janiczko, Nowak, Kadow - Pawelczyk, Wilczek, Jonczyk.
Japonsko: Jasumoto (Sato) – Mijazaki, Kanedo, Kikuči, Natabu - Honma, Isao, Watanabe - Sakurai, Massasi, Sugawara - Emori, Monji, Jamada
 SSSR –  Rakousko 	22:1 (9:0, 10:0, 3:1)
27. února 1957 (21:30) – Moskva (Stadion Dinamo)

Branky SSSR: 6x Vsevolod Bobrov, 4x Jurij Pantjuchov, 4x Konstantin Loktěv, 3x Ivan Tregubov, 2x Nikolaj Sologubov, Alexej Guryšev, Alexander Čerepanov, Nikolaj Chlystov.

Branky Rakouska: Rudolf Monitzer.

Rozhodčí: Risto Lindroos (FIN), Heinz Schuster (GDR)

Vyloučení: 0:2
 SSSR –  Polsko 	10:1 (1:0, 4:1, 5:0)
28. února 1957 (19:30) – Moskva (Dvorec sporta Lužniki)

Branky SSSR: 3x Nikolaj Sologubov, 2x Genrich Sidorenkov, Konstantin Loktěv, Alexej Guryšev, Alexandr Čerepanov, Jurij Panťuchov, Vsevolod Bobrov.

Branky Polska: Kazimierz Chodakowski.

Rozhodčí: Gösta Ahlin (SWE), Olle Vilkert (SWE)

Vyloučení: 1:4
SSSR: Pučkov – Sologubov, Tregubov, Žiburtovič, Sidorenkov – Babič, Uvarov, Bobrov – Panťuchov, Guryšev, Chlystov – Loktěv, Alexandrov, Čerepanov.
Polsko: Pabisz – Chodakowski, Csorich, Chmura, Rozanski – Gosztyla, Czech, Kurek – Wilczek, Nowak, Pavelczyk - Janiczko, Zawadzki, Kadow.
 Československo –  Finsko 	3:0 (0:0, 1:0, 2:0)
28. února 1957 (21:00) – Moskva (Stadion Dinamo)

Branky a nahrávky Československa: 36. Ladislav Grabovský (Jiří Pokorný), 44. Jan Kasper, 58. Miloslav Vinš (Miloslav Šašek).

Rozhodčí: Andrej Starovojtov (URS), Josef Güldner (AUT)

Vyloučení: 0:1 (0:0)
ČSR: Jiří Kulíček – Karel Gut, František Tikal, Stanislav Sventek, Stanislav Bacílek – Jan Kasper, Slavomír Bartoň, František Vaněk – Miroslav Vlach, Jiří Pokorný, Václav Pantůček – Ladislav Grabovský, Miloslav Šašek, Miloslav Vinš – Vilém Václav.
Finsko: Unto Wiitala – Mauno Nurmi, Olli Knuutinen, Matti Lampainen, Erkki Koiso – Yrjö Hakala, Erkki Hytönen, Esko Luostarinen – Voitto Soini, Risto Aaltonen, Matti Sundelin – Jorma Salmi, Raimo Kilpiö, Pertti Nieminen.
 Švédsko –  Rakousko 	10:0 (3:0, 2:0, 5:0)
1. března 1957 (19:00) – Moskva (Dvorec sporta Lužniki)

Branky Švédska: 4x Sigurd Bröms, 2x Eilert Määttä, Erling Lindström, Ronald Pettersson, Lars-Eric Lundvall, Hans Öberg.

Rozhodčí: Toni Neumayer (GER), Ken Hayashi (JPN)

Vyloučení: 1:1
 NDR –  Japonsko 	9:2 (3:0, 2:1, 4:1)
1. března 1957 (21:00) – Moskva (Dvorec sporta Lužniki)

Branky NDR: 3x Wolfgang Blümel, 2x Kurt Stürmer, Joachim Rudert, Erich Novy, Wolfgang Nickel, Günther Schischefski.

Branky Japonska: Takeši Kikuči, Šiniči Honma.

Rozhodčí: Andrej Starovojtov (URS), Nikolaj Kanunnikov (URS).

Vyloučení: 0:0
 Finsko –  Rakousko 	9:2 (4:2, 4:0, 1:0)
2. března 1957 (18:00) – Moskva (Dvorec sporta Lužniki)

Branky Finska: 3x Teppo Rastio, 2x Jorma Salmi, 2x Matti Sundelin, 2x Erkki Hytönen.

Branky Rakouska: Rudolf Monitzer, Walter Znenahlik.

Rozhodčí: Quido Adamec (TCH), Mikuláš Medzihradský (TCH)

Vyloučení: 1:1
 NDR –  Polsko 	6:2 (2:1, 3:0, 1:1)
2. března 1957 (21:00) – Moskva (Dvorec sporta Lužniki)

Branky NDR: 2x Novy, Joachim Rudert, Werner Heinicke, Kurt Jablonski, Werner Künstler.

Branky Polska: Rudolf Czech, Szymon Janiczko.

Rozhodčí: Risto Lindroos (FIN), Michail Gorbunov (URS)

Vyloučení: 1:1
NDR: Katzur – Kuczera, Heinecke, Senftleben, Künstler – Rudert, Stürmer, Jablonski – Buder, Schischefski, Nickel – Hönig, Novy.
Polsko: Pabisz (Waclaw) – Chodakowski, Csorich, Chmura, Rozanski – Gosztyla, Czech, Kurek – Wilczek, Zawadzki, Pawelczyk - Janiczko, Zawadzki, Kadow.
 Švédsko –  Japonsko 	18:0 (5:0, 10:0, 3:0)
2. března 1957 (21:00) – Moskva (Stadion Dinamo)

Branky Švédska: 4x Ronald Pettersson, 3x Nisse Nilsson, 3x Sigurd Bröms, 2x Eilert Määttä, 2x Sven Tumba Johansson, 2x Hans Öberg, Erling Lindström, Lars-Eric Lundvall.

Rozhodčí: Josef Güldner (AUT), Jan Wycisk (POL)

Vyloučení: 0:1
 Československo –  SSSR 	2:2 (0:0, 1:1, 1:1)
2. března 1957 (21:00) – Moskva (Centraľnyj stadion imeni V. I. Lenina)

Branky a nahrávky Československa: 27. Václav Pantůček (Ladislav Grabovský), 45. Jiří Pokorný.

Branky SSSR: 32. Nikolaj Sologubov, 54. Alexej Guryšev (Nikolaj Chlystov).

Rozhodčí: Gösta Ahlin (SWE), Olle Vilkert (SWE)

Vyloučení: 2:1 (0:0, 0:1)
ČSR: Karel Straka – Karel Gut, František Tikal, Stanislav Bacílek, Stanislav Sventek – Slavomír Bartoň, František Vaněk, Miroslav Vlach – Jiří Pokorný, Václav Pantůček, Ladislav Grabovský – Miloslav Šašek, Miloslav Vinš, Vilém Václav.
SSSR: Nikolaj Pučkov – Nikolaj Sologubov, Ivan Tregubov, Pavel Žiburtovič, Genrich Sidorenkov – Jevgenij Babič, Alexander Uvarov, Vsevolod Bobrov – Jurij Panťuchov, Alexej Guryšev, Nikolaj Chlystov – Konstantin Loktěv, Veniamin Alexandrov, Alexandr Čerepanov.
 Polsko –  Rakousko 	5:1 (3:0, 1:1, 1:0)
3. března 1957 (13:00) – Moskva (Dvorec sporta Lužniki)

Branky Polska: 3x Józef Kurek, 2x Werner Kadow.

Branky Rakouska: Rudolf Monitzer.

Rozhodčí: Nikolaj Kannunikov (URS), Ivan Jachonin (URS)

Vyloučení: 4:1
Polsko: Waclaw – Chodakowski, Csorich, Chmura, Rozanski – Gosztyla, Czech, Kurek – Pawelczyk, Wilczek, Jonczyk - Janiczko, Zawadzki, Kadow.
Rakousko: Kern – Neusser, Potucek, Wurmbrand, Knoll - Bachura, Jöchl, Staudinger – Monitzer, Znenahlik, Wagner – Springer, Kurz, Tischer.
 Švédsko –  Finsko 	9:3 (2:1, 3:1, 4:1)
4. března 1957 (17:00) – Moskva (Dvorec sporta Lužniki)

Branky Švédska: 3x Ronald Petterson, 2x Nisse Nilsson, 2x Lars-Eric Lundvall, Eilert Määttä, Sigurd Bröms.

Branky Finska: Jorma Salmi, Matti Lampainen, Esko Luostarinen.

Rozhodčí: Quido Adamec (TCH), Ken Hayashi (JPN)

Vyloučení: 1:1
 Československo –  Japonsko 	25:1 (11:0, 7:0, 7:1)
4. března 1957 (19:00) – Moskva (Dvorec sporta Lužniki)

Branky a nahrávky Československa: 1:0 1. Miroslav Vlach (Karel Gut), 2:0 5. Stanislav Sventek (Slavomír Bartoň), 3:0 7. František Tikal, 4:0 8. Miloslav Vinš (Miloslav Šašek), 5:0 9. František Tikal, 6:0 11. Vilém Václav, 7:0 11. Karel Gut, 8:0 12. Ladislav Grabovský (Václav Pantůček), 9:0 12. Václav Pantůček (Jiří Pokorný), 10:0 17. Jiří Pokorný, 11:0 19. Miloslav Vinš (Vilém Václav), 12:0 23. Vilém Václav (Miloslav Vinš), 13:0 26. Ladislav Grabovský, 14:0 27. Stanislav Sventek, 15:0 29. Václav Pantůček, 16:0 31. Ladislav Grabovský (Václav Pantůček), 17:0 33. Slavomír Bartoň, 18:0 34. Václav Pantůček, 19:0 41. Karel Gut, 20:0 41. Slavomír Bartoň (Karel Gut), 21:1 46. Miroslav Vlach, 22:1 53. Václav Pantůček, 23:1 55. František Tikal, 24:1 59. Miroslav Vlach, 25:1 59. Vilém Václav.

Branky Japonska: 20:1 43. Jun Fujimori.

Rozhodčí: Ivan Jachonin (URS), Michail Gorbunov (URS) 

Vyloučení: 1:2
ČSR: Karel Straka – Karel Gut, František Tikal, Jan Kasper, Stanislav Sventek – Slavomír Bartoň, Prošek, Miroslav Vlach – Jiří Pokorný, Václav Pantůček, Ladislav Grabovský – Miloslav Šašek, Miloslav Vinš, Vilém Václav.
Japonsko: Jasumoto Takagi (Tošio Sato) – Naruhiro Mijazaki, Takeši Kikuči, Juzo Kaneda, Masami Tanabu – Šiniči Honma, Kazuo Watanabe, Teruo Sakurai – Masahiro Sato, Jun Fudžimori, Tošiniko Jamada – Tošihiko Emori, Jin Sakurai
 SSSR –  NDR 	12:0 (1:0, 5:0, 6:0)
4. března 1957 (19:00) – Moskva (Stadion Dinamo)

Branky SSSR: 3x Vladimir Grebennikov, 2x Konstantin Loktěv, 2x Alexej Guryšev, 2x Venjamin Alexandrov, Nikolaj Sologubov, Vitalij Kostarev, Alexander Čerepanov.

Rozhodčí: Risto Lindroos (FIN), Josef Güldner (AUT)

Vyloučení: 1:1
SSSR: Jerkin – Sologubov, Tregubov, Žiburtovič, Sidorenkov – Babič, Grebennikov, Kostarev – Uvarov, Guryšev, Chlystov – Loktěv, Alexandrov, Čerepanov.
 NDR –  Rakousko 	3:1 (0:1, 1:0, 2:0)
5. března 1957 (12:00) – Moskva (Dvorec sporta Lužniki)

Branky NDR: Hans Frenzel, Heinz Kuczera, Wolfgang Nickel.

Branky Rakouska: Walter Znenahlik.

Rozhodčí: Mikuláš Medzihradský (TCH), Olle Vilkert (SWE)

Vyloučení: 3:2
 Československo –  Polsko 	12:3 (3:1, 6:1, 3:1)
5. března 1957 (14:00) – Moskva (Dvorec sporta Lužniki)

Branky a nahrávky Československa: 4. Miloslav Vinš, 12. Slavomír Bartoň, 20. Bohumil Prošek (Václav Pantůček), 21. Miroslav Vlach, 24. Miloslav Šašek, 26. Václav Pantůček, 27. Miroslav Vlach (František Vaněk), 28. Jiří Pokorný, 35. Vilém Václav, 41. Miroslav Vlach (Slavomír Bartoň), 42. Miroslav Vlach, 44. Miloslav Šašek (Stanislav Sventek).

Branky a nahrávky Polska: 17. Szymon Janiczko (Werner Kadow), 24. Józef Kurek, 45. Werner Kadow.

Rozhodčí: Gösta Ahlin (SWE), Heinz Schuster (GDR)

Vyloučení: 2:1 (0:1)
ČSR: Jiří Kulíček – Karel Gut, František Tikal, Stanislav Bacílek, Stanislav Sventek – Slavomír Bartoň, František Vaněk, Miroslav Vlach – Jiří Pokorný, Václav Pantůček, Bohumil Prošek – Miloslav Šašek, Miloslav Vinš, Vilém Václav.
Polsko: Wladyslaw Pabisz (41. Józef Waclaw) – Kazimierz Chodakowski, Stefan Csorich, Mieczyslaw Chmura – Bronislaw Gosztyla, Rudolf Czech, Józef Kurek – Sylvester Wilczek, Zdzislaw Nowak, Roman Pawelczyk – Szymon Janiczko, Stanislaw Jonczyk – Werner Kadow.
 Finsko –  Japonsko 	5:2 (0:1, 3:1, 2:0)
5. března 1957 (14:00) – Moskva (Stadion Dinamo)

Branky Finska: 2x Jorma Salmi, Yrjö Hakala, Teppo Rastio, Mauno Nurmi.

Branky Japonska: Tošihiko Emori, Šiniči Honma.

Rozhodčí: Andrej Starovojtov (URS), Nikolaj Kanunnikov (URS)

Vyloučení: 3:2
 SSSR –  Švédsko 	4:4 (0:2, 4:0, 0:2)
5. března 1957 (19:00) – Moskva (Centraľnyj stadion imeni V. I. Lenina)

Branky SSSR: 33:17 Venjamin Alexandrov, 37:17 Ivan Tregubov, 38:18 Nikolaj Chlystov, 39:55 Nikolaj Sologubov.

Branky Švédska: 10:05 Nisse Nilsson, 13:30 Erling Lindström, 42:00 Erling Lindström, 49:18 Eilert Määttä.

Rozhodčí: Toni Neumayer (GER), Jan Wycisk (POL)

Vyloučení: 0:1 (0:0)
SSSR: Pučkov – Sologubov, Tregubov, Žiburtovič, Sidorenkov – Uvarov, Grebennikov, Kostarev – Panťuchov, Guryšev, Chlystov – Loktěv, Alexandrov, Čerepanov.
Švédsko: Flodqvist – Stoltz, Björn, Svedberg, Larsson – Pettersson, Nilsson, Lundvall – Määttä, Tumba Johansson, Lindström – Åhlén, Bröms, Öberg.

## Statistiky

### Nejlepší hráči podle direktoriátu IIHF
| Brankář | Karel Straka         |
| Obránce | Nikolaj Sologubov    |
| Útočník | Sven Tumba Johansson |

### Kanadské bodování
| Poř. | Kanadské bodování    | Branky | Přihrávky | Body |
| ---- | -------------------- | ------ | --------- | ---- |
| 1.   | Konstantin Loktěv    | 11     | 7         | 18   |
| 2.   | Nisse Nilsson        | 10     | 6         | 16   |
| 3.   | Ronald Pettersson    | 9      | 7         | 16   |
| 4.   | Vsevolod Bobrov      | 12     | 1         | 13   |
| 5.   | Alexej Guryšev       | 8      | 5         | 13   |
| 6.   | Nikolaj Sologubov    | 9      | 3         | 12   |
| 7.   | Sven Tumba Johansson | 7      | 5         | 12   |
| 8.   | Nikolaj Chlystov     | 4      | 8         | 12   |
| 9.   | Miroslav Vlach       | 9      | 2         | 11   |
| 10.  | Erling Lindström     | 8      | 3         | 11   |

### Soupisky
1.  Švédsko

Brankáři: Thord Flodqvist, Yngve Casslind.

Obránci: Lars Björn, Vilgot Larsson, Roland Stoltz, Hans Svedberg.

Útočníci: Anders Andersson, Sigurd Bröms, Hans Eriksson, Erling Lindström, Lars-Eric Lundvall, Eilert Määttä, Nisse Nilsson, Ronald Pettersson, Sven Tumba Johansson, Valter Åhlén, Hans Öberg.

Trenér: Folke Jansson.

2.  SSSR

Brankáři: Nikolaj Pučkov, Jevgenij Jorkin.

Obránci: Nikolaj Sologubov, Ivan Tregubov, Pavel Žiburtovič, Genrich Sidorenkov,

Útočníci: Alexander Uvarov, Vladimir Grebennikov, Vitalij Kostarev, Jurij Pantjuchov, Alexej Guryšev, Nikolaj Chlistov, Konstantin Loktěv, Venjamin Alexandrov, Alexander Čerepanov, Vsevolod Bobrov, Jevgenij Babič.

Trenéři: Arkadij Černyšov, Vladimir Jegorov.

3.  Československo

Brankáři: Karel Straka, Jiří Kulíček

Obránci:  – Karel Gut, František Tikal, Jan Kasper, Stanislav Sventek, Stanislav Bacílek.

Útočníci: Slavomír Bartoň, František Vaněk, Miroslav Vlach, Jiří Pokorný, Václav Pantůček, Ladislav Grabovský, Miloslav Šašek, Miloslav Vinš, Vilém Václav, Bohumil Prošek.

Trenéři: Vladimír Kostka, Bohumil Rejda.

4.  Finsko

Brankáři: Esko Niemi, Unto Wiitala.

Obránci: Mauno Nurmi, Matti Lampainen, Olli Knuutinen, Erkki Koiso, Aki Salonen.

Útočníci: Yrjö Hakala, Teppo Rastio, Jorma Salmi, Voitto Soini, Matti Sundelin, Erkki Hytönen, Risto Aaltonen, Esko Luostarinen, Raimo Kilpiö, Pertti Nieminen.

Trenér: Aarne Honkavaara.
5.  NDR

Brankáři: Günther Katzur, Hans Mack.

Obránci: Werner Heinicke, Lothar Zoller, Heinz Kuczera, Helmut Senftleben, Günther Schischefski.

Útočníci: Manfred Buder, Wolfgang Nickel, Erich Novy, Wolfgang Blümel, Joachim Rudert, Kurt Stürmer, Werner Künstler, Kurt Jablonski, Hans Frenzel, Herbert Hönig.

Trenér: Gerhard Kiessling
6.  Polsko

Brankáři: Józef Waclaw, Wladyslaw Pabisz.

Obránci: Janusz Zawadski, Kazimierz Chodakowski, Stefan Csorich, Stanislaw Rozanski, Mieczyslaw Chmura.

Útočníci: Szymon Janiczko, Zdzislaw Nowak, Kazimierz Bryniarski, Bronislaw Gosztyla, Rudolf Czech, Józef Kurek, Roman Pawelczyk, Sylvester Wilczek, Stanislaw Jonczyk, Werner Kadow.

Trenér: Antonín Haukvic (TCH).
7.  Rakousko

Brankáři: Wolfgang Gerl, Robert Nusser.

Obránci: Adolf Bachura, Hermann Knoll, Franz Potucek, Rudolf Wurmbrand.

Útočníci: Rudolf Monitzer, Konrad Staudinger, Wolfgang Jöchl, Hans Zollner, Othmar Steiner, Walter Znenahlik, Kurt Kurz, Hans Wagner, Gerhard Springer, Gustav Tischer, Herbert Föderl.

Trenér: Udo Holfeld.
8.  Japonsko

Brankáři: Jasumoto Takagi, Tošio Sato.

Obránci: Naruhiro Mijazaki, Takeši Kikuči, Juzo Kaneda, Masami Tanabu.

Útočníci: Šiniči Honma, Isao Ono, Kazuo Watanabe, Jin Sakurai, Teruo Sakurai, Masahiro Sato, Mičio Sugawara, Tošiniko Jamada, Tošihiko Emori, Akria Monji, Jun Fujimori, Jošijaki Segawa, Cukasa Kawaniši.

Trenér: Kijoteru Nišiura.